# Chloe Rayner
Chloe Rayner (Billericay, 18 de septiembre de 1996) es una deportista australiana que compite en judo. Ganó cinco medallas de oro en el Campeonato de Oceanía de Judo entre los años 2012 y 2016.

## Palmarés internacional
| Campeonato de Oceanía | Campeonato de Oceanía    | Campeonato de Oceanía | Campeonato de Oceanía |
| Año                   | Lugar                    | Medalla               | Categoría             |
| --------------------- | ------------------------ | --------------------- | --------------------- |
| 2012                  | Cairns (Australia)       | Medalla de oro        | –48 kg                |
| 2013                  | Apia (Samoa)             | Medalla de oro        | –48 kg                |
| 2014                  | Auckland (Nueva Zelanda) | Medalla de oro        | –48 kg                |
| 2015                  | Païta (Francia)          | Medalla de oro        | –48 kg                |
| 2016                  | Canberra (Australia)     | Medalla de oro        | –48 kg                |